# ديفيد دبليو بلايت
ديفيد دبليو بلايت (بالإنجليزية: David W. Blight)‏ (و. 1949 – م) هو مؤرخ من الولايات المتحدة الأمريكية .

## التعليم
تعلم في جامعة ويسكونسن-ماديسون.

## مناصب وهيئات
أدار جامعة ييل.

## جوائز وترشيحات
حصل على جوائز منها:
- Lincoln Prize (سنة 2002).